# 861 Seward Street
Le 861 Seward Street est une adresse du quartier d'Hollywood à Los Angeles en Californie qui s'illustre surtout pour avoir accueilli plusieurs studios d'animations et société liées au domaine du cinéma.

## Histoire
En juillet 1928, les studios Hanshaw Pictures de Dale Hanshaw et Producers' Laboratory, dirigé par Dwain Esper (en), annoncent leur fusion et s'installent au 861 Seward Street.
En septembre 1929, le Los Angeles Times relate un incident au 861 Seward Street causé par la manipulation d'un film ayant explosé dans les locaux des studios Phono-Kinema dirigé par Dwaine Esper, faisant un blessé et 30 000 USD de dégâts. 
En octobre 1930, le Los Angeles Record évoque l'arrestation de l'acteur et réalisateur Josh Binney (en) et d'un acteur et animateur radio Robert Wharff pour tentative d'extorsion sur des aspirants acteurs qui devaient avancer des frais pour participer à des productions, arrestation effectuée dans leur locaux au 861 Seward Street. En 1932, les locaux hébergent un club d'astrologues qui cacherait un bar clandestin.

### Studios d'animation
En 1935, l'équipe connue sous le nom Harman-Ising Studio s'installe au 861 Seward Street et y produit la série Happy Harmonies. En 1937, la nouvelle série dépasse ses budgets et MGM licencie Harman et Ising. C'est alors qu'ils obtiennent un contrat avec Disney pour sous-traiter la production de Les Bébés de l'océan (1938) et aider celle du long métrage Blanche-Neige et les Sept Nains (1937). Après cet épisode, en octobre 1938, le studio déménage de ses locaux du 861 Seward Street pour les studios de la MGM (MGM Studios depuis vendu à Sony), laissant la place à des animateurs Disney chargés de la production de Bambi (1942),.
Mi-juin 1941, alors que la Grève des studios Disney fait rage, les 66 employés du studio Screen Gems installé au 861 Seward Street rallient la Screen Cartoonists Guild. Le studio y produit la série The Fox and the Crow.
En août 1947, Walter Lantz Productions s'installe au 861 Seward Street. Le studio y produit de nombreuses séries dont Woody Woodpecker, The Beary Family et Chilly Willy.
En 1972, le studio cesse la production de courts métrages d'animation en raison de la hausse de l'inflation mais occupe encore ses locaux sur Seward Street. Lantz déménage à la fin des années 1970 au 6311 Romaine, ancien siège de Technicolor.

### Depuis 1980
Après plusieurs propriétaires, le 861 Seward Street est occupé par LaserPacific (en), société rachetée en 2011 par Technicolor.
En 2007, LaserPacific filiale d'Eastman Kodak confie à Larson Studios son site de Seward Street spécialisé dans les services de sonorisation pour se recentrer sur le métier de la post-production télévisuelle et de longs métrages.